# Филпишу Маре (Муреш)
Филпишу Маре (рум. Filpișu Mare) насеље је у Румунији у округу Муреш у општини Бреаза. Oпштина се налази на надморској висини од 387 m.

## Становништво
Према подацима из 2002. године у насељу је живело 869 становника.

### Попис2002.
| Расподела становништва по националности 2002.‍ | Расподела становништва по националности 2002.‍ | Расподела становништва по националности 2002.‍ | Расподела становништва по националности 2002.‍ | Расподела становништва по националности 2002.‍ |
| --------------------------------------------- | --------------------------------------------- | --------------------------------------------- | --------------------------------------------- | --------------------------------------------- |
|                                               |                                               |                                               |                                               |                                               |
| Румуни                                        | Румуни                                        |                                               | 406                                           | 46,7%                                         |
| Мађари                                        | Мађари                                        |                                               | 234                                           | 26,9%                                         |
| Роми                                          | Роми                                          |                                               | 229                                           | 26,4%                                         |